# Райо Пійроя
Райо Пійроя (ест. Raio Piiroja; нар. 11 липня 1979, Пярну, Естонська РСР) — естонський футболіст, центральний захисник.

## Клубна кар'єра

### Ранні роки
Райо Пійроя розпочав грати у футбол у клубі «Рівал», перш ніж переїхав до «Пярну». Дебютував у Мейстрілізі 16 липня 1995 року, через п'ять днів після свого 16-річчя, проти «Еесті Пилевківі» у матчі першого туру. 10 днів по тому, 26 липня 1995 року, відзначився своїм першим голом у Мейстрілізі у програному 2:4 поєдинку проти «Транса» (Нарва), завдяки чому став наймолодшим бомбардиром в історії Мейстріліги (на той час йогому виповнилося 16 років і 15 днів).

### «Флора»
У 1996 році приєднався до «Лелле», фарм-клубу «Флори». Виступав за «Лелле» з 1997 по 1999 рік, після чого його перевели до першої команди «Флори». У вище вказаному клубі виграв свій перший чемпіонський титул у сезоні 2001 року. У сезоні 2002 року виграв свій другий поспіль титул переможця Мейстріліги і вперше названий Найкращим гравцем року в Естонії.

#### Оренда в «Волеренгу»
У 2003 році перейшов в оренду до клубу норвезької Тіппеліги «Волеренга».

### «Фредрікстад»
У серпні 2004 року підписав контракт із клубом Тіппеліги «Фредрікстад». 12 листопада 2006 року відзначився двома голами у переможному (3:0) фінальному матчі кубку Норвегії 2006 проти «Саннефіорда». У 2007 році продовжив контракт з клубом ще на чотири роки. Під час перебування у «Фредрікстаді» виграв чотири рази поспіль нагороди «Гравець року Естонії» — у 2006, 2007, 2008 та 2009 роках. «Фредрікстад» закінчив сезон 2009 року на 14-му місці та вибув з Типпеліги після поразки 2:0 від «Сарпсборг 08» у плей-оф. Фредрікстад повернувся до норвезького вищого дивізіону за підсумками наступного сезону, а Райо відзначився голами в обох матчах плей-оф за підвищення у переможних матчах (8:1) проти «Генефосса».

### «Вітессе»
31 серпня 2011 року підписав 1-річний контракт із можливістю продовження ще на один сезон із клубом Ередивізі «Вітессе».

### «Ченду Блейдс»
18 лютого 2013 року підписав контракт з командою Першої ліги Китаю «Ченду Блейдс».

## Кар'єра в збірній
У футболці національної збірної Естонії дебютував 21 листопада 1998 року в товариському матчі проти Вірменії (2:1), замінивши Віктора Алонена на 85-й хвилині матчу. Незабаром після цього зарекомендував себе як основний центральний захисник збірної Естонії. У 2008 році змінив Мартіна Рейма на посаді капітана команди. 25 березня 2011 року зіграв свій 100-й матч у переможному (2:0) товариському матчі проти Уругваю. Його вилучив арбітр Віктор Кашшаї на 76-й хвилині першого матчу плей-оф кваліфікації чемпіонату Європи 2012 проти збірної Ірландії, який Естонія програла з загальним рахунком 1:5. Завершив свою міжнародну кар'єру в жовтні 2013 року, але 31 березня 2015 року провів прощальний матч за збірну Естонії, проти Ісландії. Загалом за національну команду провів 114 матчів та відзначився 8-ма голами.

## Особисте життя
У 2005 році одружився з давньою подругою Мар'є. У 2015 році пара розлучилася. Окррім футболу, полюбляє кататися на лижах і є завзятим рибалкою.
1 червня 2016 року випустив свою автобіографічну книгу «Нінамес Райо Піроха, повітряний винищувач», написану спортивним журналістом Гуннаром Пресс.

## Статистика виступів

### Клубна
| Клуб                 | Сезон             | Ліга              | Ліга  | Ліга | Кубок | Кубок | Конт. кубок | Конт. кубок | Інші  | Інші | Загалом | Загалом |
| Клуб                 | Сезон             | Дивізіон          | Матчі | Голи | Матчі | Голи  | Матчі       | Голи        | Матчі | Голи | Матчі   | Голи    |
| -------------------- | ----------------- | ----------------- | ----- | ---- | ----- | ----- | ----------- | ----------- | ----- | ---- | ------- | ------- |
| «Пярну/Калев»        | 1995–96           | Мейстріліга       | 8     | 1    |       |       | —           | —           | —     | —    | 8       | 1       |
| «Лелле»              | 1996–97           | Есілііга          |       |      |       |       | —           | —           | —     | —    |         |         |
| «Лелле»              | 1997–98           | Мейстріліга       | 9     | 0    |       |       | —           | —           | —     | —    | 9       | 0       |
| «Лелле»              | 1998              | Мейстріліга       | 6     | 1    |       |       | —           | —           | —     | —    | 6       | 1       |
| «Лелле»              | 1999              | Мейстріліга       | 7     | 2    |       |       | —           | —           | —     | —    | 7       | 2       |
| «Лелле»              | Загалом           | Загалом           | 22    | 3    |       |       | —           | —           | —     | —    | 22      | 3       |
| «Флора»              | 1999              | Мейстріліга       | 11    | 2    |       |       | 2           | 0           | 1     | 0    | 14      | 2       |
| «Флора»              | 2000              | Мейстріліга       | 26    | 1    |       |       | 2           | 0           | —     | —    | 28      | 1       |
| «Флора»              | 2001              | Мейстріліга       | 24    | 2    |       |       | 1           | 0           | —     | —    | 25      | 2       |
| «Флора»              | 2002              | Мейстріліга       | 26    | 9    |       |       | 2           | 0           | 0     | 0    | 25      | 2       |
| «Флора»              | 2004              | Мейстріліга       | 15    | 3    |       |       | 2           | 0           | 3     | 0    | 25      | 2       |
| «Флора»              | Загалом           | Загалом           | 102   | 17   |       |       | 9           | 0           | 4     | 0    | 115     | 17      |
| «Тервіс»             | 2000              | Есілііга          | 1     | 0    |       |       | —           | —           | —     | —    | 1       | 0       |
| «Валга»              | 2001              | Есілііга          | 1     | 0    |       |       | —           | —           | —     | —    | 1       | 0       |
| «Волеренга» (оренда) | 2003              | Тіппеліга         | 11    | 1    | 3     | 0     | 3           | 0           | 2     | 1    | 19      | 2       |
| «Фредрікстад»        | 2004              | Тіппеліга         | 9     | 0    |       |       | —           | —           | —     | —    | 9       | 0       |
| «Фредрікстад»        | 2005              | Тіппеліга         | 12    | 1    |       |       | —           | —           | —     | —    | 12      | 1       |
| «Фредрікстад»        | 2006              | Тіппеліга         | 25    | 0    | 2     | 3     | —           | —           | —     | —    | 27      | 4       |
| «Фредрікстад»        | 2007              | Тіппеліга         | 22    | 3    |       |       | 2           | 0           | —     | —    | 24      | 3       |
| «Фредрікстад»        | 2008              | Тіппеліга         | 23    | 2    |       |       | —           | —           | —     | —    | 23      | 2       |
| «Фредрікстад»        | 2009              | Тіппеліга         | 25    | 2    |       |       | 2           | 1           | 1     | 0    | 28      | 3       |
| «Фредрікстад»        | 2010              | Аддеколіген       | 28    | 4    |       |       | —           | —           | 3     | 2    | 31      | 6       |
| «Фредрікстад»        | 2011              | Тіппеліга         | 15    | 0    |       |       | —           | —           | —     | —    | 16      | 0       |
| «Фредрікстад»        | Загалои           | Загалои           | 159   | 12   | 24    | 3     | 4           | 1           | 4     | 2    | 191     | 15      |
| «Вітессе»            | 2011–12           | Ередивізі         | 2     | 0    | 0     | 0     | —           | —           | 0     | 0    | 2       | 0       |
| «Ченду Блейдс»       | 2013              | Перша ліга Китаю  | 18    | 1    |       |       | —           | —           | —     | —    | 18      | 1       |
| Усього за кар'єру    | Усього за кар'єру | Усього за кар'єру | 324   | 35   | 27    | 3     | 16          | 1           | 10    | 3    | 377     | 42      |

1. ↑  У тому числі й матчі Суперкубку Естонії, Кубку Співдружності та плей-оф Тіппеліги

### У збірній

#### По матчах
| Національна збірна | Рік     | Матчі | Голи |
| ------------------ | ------- | ----- | ---- |
| Естонія            | 1998    | 1     | 0    |
| Естонія            | 1999    | 5     | 1    |
| Естонія            | 2000    | 6     | 1    |
| Естонія            | 2001    | 13    | 1    |
| Естонія            | 2002    | 9     | 0    |
| Естонія            | 2003    | 8     | 0    |
| Естонія            | 2004    | 12    | 1    |
| Естонія            | 2005    | 6     | 0    |
| Естонія            | 2006    | 5     | 0    |
| Естонія            | 2007    | 9     | 2    |
| Естонія            | 2008    | 8     | 0    |
| Естонія            | 2009    | 10    | 1    |
| Естонія            | 2010    | 7     | 1    |
| Естонія            | 2011    | 9     | 0    |
| Естонія            | 2012    | 1     | 0    |
| Естонія            | 2013    | 4     | 0    |
| Естонія            | 2015    | 1     | 0    |
| Загалом            | Загалом | 114   | 8    |

#### Голи за збірну
| № | Дата            | Місце                                     | Гол | Суперник           | Рахунок | Результат | Змагання                             |
| - | --------------- | ----------------------------------------- | --- | ------------------ | ------- | --------- | ------------------------------------ |
| 1 | 4 вересня 1999  | Свангаскар, Тофтір, Фарерські острови     | 4   | Фарерські острови  | 2–0     | 2–0       | кваліфікація чемпіонату Європи 2000  |
| 2 | 11 червня 2000  | Кадріорг, Таллінн, Естонія                | 9   | Грузія             | 1–0     | 1–0       | Товариський матч                     |
| 3 | 28 березня 2001 | Циріон, Лімасол, Кіпр                     | 14  | Кіпр               | 2–2     | 2–2       | кваліфікація чемпіонату світу 2002   |
| 4 | 16 лютого 2004  | Та'Калі, Валлетта, Мальта                 | 44  | Мальта             | 2–2     | 2–5       | Міжнародний мальтійський турнір 2014 |
| 5 | 22 серпня 2007  | А. Ле Кок Арена, Таллінн, Естонія         | 68  | Андорра            | 1–0     | 2–1       | кваліфікація чемпіонату світу 2008   |
| 6 | 12 вересня 2007 | Міський стадіон Скоп'є, Скоп'є, Македонія | 70  | Північна Македонія | 1–0     | 1–1       | кваліфікація чемпіонату світу 2008   |
| 7 | 14 жовтня 2009  | А. Ле Кок Арена, Таллінн, Естонія         | 91  | Бельгія            | 1–0     | 2–0       | кваліфікація чемпіонату світу 2010   |
| 8 | 11 серпня 2010  | А. Ле Кок Арена, Таллінн, Естонія         | 97  | Фарерські острови  | 2–1     | 2–1       | кваліфікація чемпіонату світу 2012   |

## Досягнення
«Флора»
- Мейстріліга
  -  Чемпіон (2): 2001, 2002

- Суперкубок Естонії
  -  Володар (1): 2002

«Фредерікстад»
- Кубок Норвегії
  -  Володар (1): 2006

Індивідуальні
- Футболіст року в Естонії (5): 2002, 2006, 2007, 2008, 2009
- 5-й ступінь Ордена Білої зірки